# Théâtre documentaire
Le théâtre documentaire est une forme de théâtre qui traite d'évènements politiques ou sociaux historiques ou contemporains qui font fonction de sources des reportages, des comptes rendus, des interviews et autres documents juridiques ou historiques. Bien que le matériel authentique soit rendu en règle générale de manière inchangée, il s'agit d'une forme d'art fictionnelle.

## Principe
Le principe du théâtre documentaire réside dans la composition du matériel de base et dans la concentration sur l'essentiel : ce qui n'est pas important est supprimé, afin d'atteindre une prise de conscience menant à la confrontation et l'agitation. On vise au réalisme, pas au naturalisme. Le but d'une pièce de théâtre documentaire est la prise de conscience politique (mais souvent également la condamnation d'un des partis concernés). On renonce par ailleurs à une authenticité qui serait intimidante, comme une reproduction fidèle d'une salle d'audience, pour ne pas détourner inutilement le spectateur des faits.

## Histoire
Cette forme de théâtre est initiée par le metteur en scène allemand Erwin Piscator dont on peut retrouver les recherches dans « théâtre politique (de) ». Erwin Piscator, marxiste révolutionnaire, est convaincu que le théâtre doit être « un moyen parmi tant d'autres dans la lutte des classes ». Il désire que son théâtre ait un effet politique sur le réel. Ainsi, il proposera d'utiliser toutes sortes de matériaux issus du réel (extrait de discours, articles, compte rendu, etc.) afin d'en faire la critique sur scène et de montrer au public une autre version de l'Histoire. Ce type de création sera repris et précisé plus tard avec Peter Weiss.
Entre 1963 et 1965, Peter Weiss, auteur suédois d'expression allemande, assiste au procès de vingt-deux responsables du camp d'extermination d'Auschwitz. À partir de ses notes, il écrit L'Instruction (1965), pièce qui lui permettra de développer sa théorie du théâtre documentaire : « Le théâtre documentaire adopte un point de vue contre le point de vue médiatique. En effet, il s'oppose aux médias de masses - et plus largement à l'État - qui manipulent l'information. Alors que les médias tendent à cacher, à camoufler, et à corrompre la vérité, le théâtre documentaire, quant à lui, fait lumière sur des événements et conflits géopolitiques, en s'inspirant de sources fiables et en en rendant compte fidèlement. »
Parmi les autres pièces les plus souvent citées, on trouve Le Vicaire de Rolf Hochhuth, In der Sache J. Robert Oppenheimer (de) de Heinar Kipphardt et plus tard Bruder Eichmann de Kipphardt.

### Représentants
Une renaissance du théâtre documentaire germanophone se dessine à partir de la fin des années 1990. Plutôt dans la tradition classique du théâtre documentaire, on y trouve Hans-Werner Kroesinger (de) et Andres Veiel. La pièce de Veiel Der Kick, dont le texte est fondé sur des interviews de participants à un meurtre, de proches des victimes et de témoins, est invitée en 2006 au Berliner Theatertreffen. Lors du même festival, le collectif de metteurs en scène Rimini Protokoll est représenté pour la deuxième fois avec sa mise en scène documentaire d'après Wallenstein de Friedrich Schiller. Les trois membres du Rimini Protokoll (Helgard Haug, Stefan Kaegi et Daniel Wetzel) sont considérés comme les fondateurs d'une renaissance et d'une nouvelle définition du théâtre documentaire. Parmi les projets du Rimini Protokoll depuis la fin des années 1990, ce n'est pas le matériel recherché qui est au premier plan, mais les protagonistes de ces évènements, qui entrent eux-mêmes en scène. À l'inverse des films documentaires, ces « experts du quotidien » renouvellent leur entrée en scène à chaque représentation. Et à la différence du théâtre amateur, ils n'essayent pas de jouer : les personnes représentées conservent leur propre authenticité et leur propre histoire à l'intérieur du cadre artistique du théâtre.
En Belgique, Jacques Delcuvellerie recrée dans Rwanda 94 spectacle du collectif Groupov, une forme nouvelle de documentaire théâtral.
Entre-temps, tout un groupe d'auteurs-metteurs en scène - forme jeune du théâtre documentaire, aussi désignée sous le terme Experten-Theater (théâtre d'experts). Une illustration des conflits qui peuvent apparaître du fait de l'entrée nouvelle du documentaire au théâtre est par exemple l'interdiction de la mise en scène de Volker Lösch de la pièce Die Weber de Gerhart Hauptmann en 2004 au Staatsschauspiel de Dresde : dans la mise en scène, un chœur de 33 véritables chômeurs devait entrer en scène avec un collage de textes basé sur leurs propres peurs et inquiétudes. La raison invoquée était la protection légale du texte original.
En 2013, Matthias Hartmann, en collaboration avec Doron Rabinovici, ose une toute nouvelle forme de théâtre documentaire avec le projet Die letzten Zeugen (de) (« Les Derniers Témoins ») au Burgtheater de Vienne, dans lequel il met en scène six témoins de l'Holocauste, dont il fait lire les textes par des acteurs du Burgtheater.

#### En France
En France, l'un des précurseurs du théâtre documentaire est Michel Schweizer. Tout au long de sa carrière, il invite sur scène des personnalités parfois très éloignées du milieu du spectacle, au plus proche de leur intériorité. Des philosophes (Bleib), de jeunes adultes (Fauves) puis des adolescents (Cheptel), des danseurs étoiles retraités (Cartel), des handicapés (Les Diables), une strip-teaseuse ou même des chiens (Ô Queens). Par la suite, Mohamed El Khatib écrira d'abord des spectacles inspirés de sa propre vie (Finir en beauté) avant d'inviter sur scène, à son tour, des personnalités hors normes : une femme de ménage (Moi, Corinne Dadat), les supporters du Racing Club de Lens (Stadium) ou un groupe d'enfants de parents divorcés (La Dispute). Du côté de la danse, Jérôme Bel s'intéresse lui aussi au documentaire invitant des interprètes à témoigner de leur vécu dans des solos et duos contés et dansés, avec notamment Véronique Doisneau (danseuse du corps de ballet de l'Opéra de Paris), Cédric Andrieux (danseur de Merce Cunningham), Valérie Dréville (actrice) ou encore le danseur traditionnel thaïlandais Pichet Klunchun. La Compagnie Un Pas de Côté développe depuis 2003 de véritable reconstitutions à partir d'enquêtes et de reportages recueillis par Nicolas Lambert ou Sylvie Gravagna. De même, Milo Rau travaille à la reconstitution scénique d'histoires réelles.

## Critique
Les approches visant à une fondation théorique du « théâtre documentaire », poursuivies et renforcées depuis les années 1970 par Klaus Harro Hilzinger, Arnold Blumer ou Brian Barton, sont dans le contexte des nouvelles approches littéraires de plus en plus critiquées. En raison de l'esthétisation généralisée de documents issus d'un système de référence non littéraire (c'est-à-dire des matériaux historiques réels), le concept de théâtre documentaire est parfois perçu comme un « théorème » controversé ou est fondamentalement rejeté. Des objections méthodiques similaires visent des concepts littéraires comparables tels que la « littérature documentaire », le « roman documentaire » ou le « drame documentaire ».
Les autres genres artistiques au format « documentaire » sont appréciés de façon variable. Dans le domaine cinématographique seulement, la catégorie du documentaire avec le « film documentaire » est fermement établie, que ce soit dans la littérature secondaire ou dans l'usage général. Depuis les années 1990 s'y sont ajoutés de nouveaux concepts comme le « docu-drame (de) » ou le « docu-soap (de) ». En revanche, la catégorie de la photographie documentaire est éloignée de cette définition.